# 赖哲卜月
賴哲卜月（رجب），是伊斯兰历第七個月，該月名字意為「問候月」。
賴哲卜月是伊斯兰历的四个圣月中的第二个。穆斯林认为，先知穆罕默德得到真主的恩典的夜晚，是赖哲卜月的第一个主麻夜。

## 事件
本月27日是伊斯兰历史上重要的夜行登霄事件的纪念日。
- 什叶派尊崇的第五位伊玛目穆罕默德·巴基尔生于本月1日。
- 什叶派尊崇的第十位伊玛目阿里·哈迪·纳基生于本月5日。